# 일본계 대만인
일본계 타이완인(日本系臺灣人, 중국어: 日系臺灣人, 일본어: 日本系台湾人)은 타이완(臺灣)에 거주하고 있는 일본인이다. 타이완이 일본의 식민지였던 시기에는 많은 일본인이 타이완에 거주했으며, 현재는 약 16,000명 정도가 타이완에 거주하고 있다. 대다수가 일본 국적을 가지고 있으며, 사업, 결혼, 유학 등의 목적으로 장기간 타이완에 거주하는 경우가 대부분이다.